# Nepenthes mollis
Nepenthes mollis är en tvåhjärtbladig växtart som beskrevs av Danser. Nepenthes mollis ingår i släktet Nepenthes och familjen Nepenthaceae. Inga underarter finns listade i Catalogue of Life.

## Bildgalleri

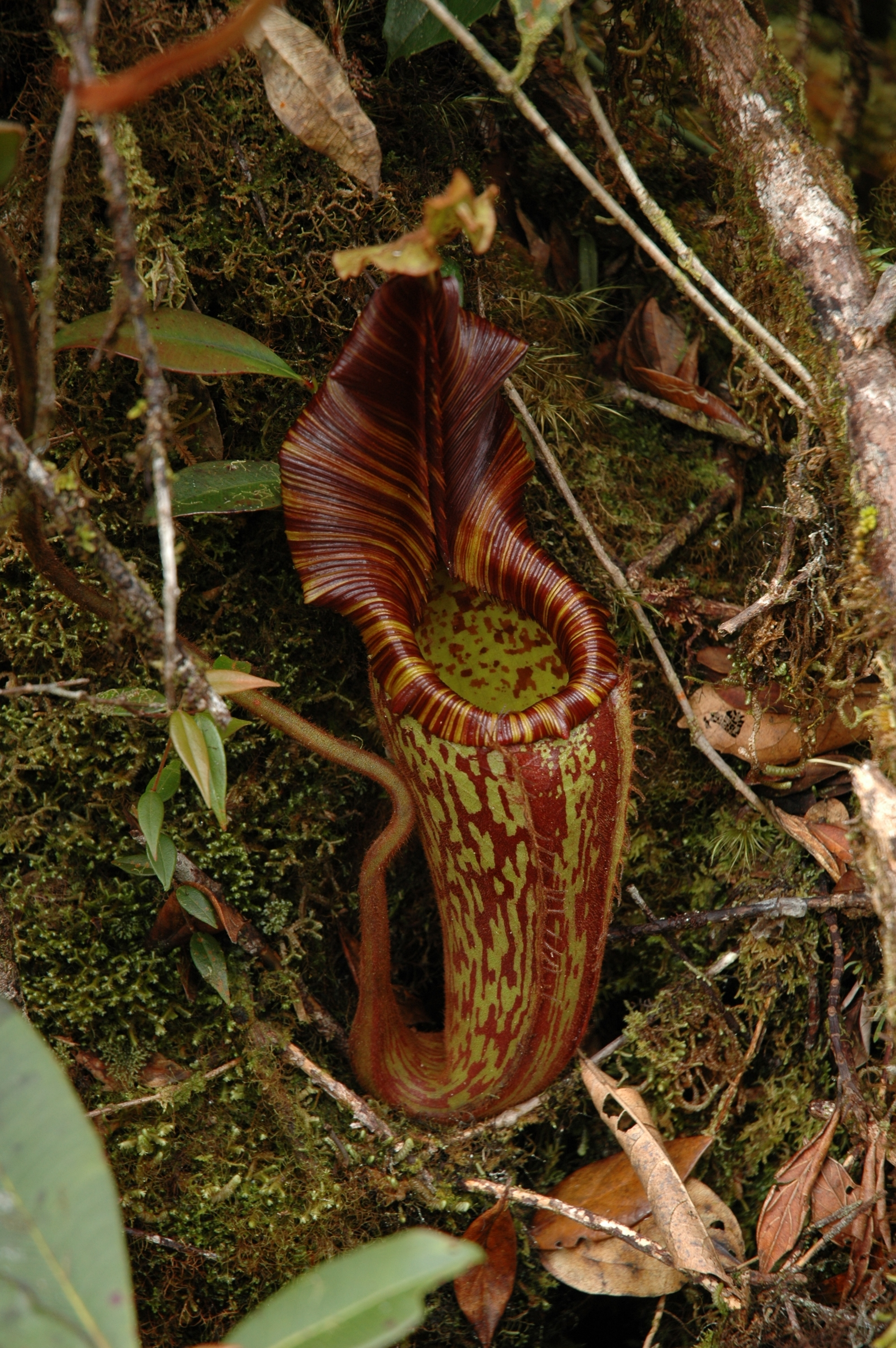